# Go Ahead in het seizoen 1964/65
Het seizoen 1964/1965 was het 11e jaar in het bestaan van de Deventerse betaaldvoetbalclub Go Ahead. De club kwam uit in de Eredivisie en eindigde daarin op de 11e plaats. Tevens deed de club mee aan het toernooi om de KNVB Beker, hierin werd in de finale verloren van Feijenoord (0–1).

## Wedstrijdstatistieken

### Eredivisie
|       | ADO   | Ajax  | DOS   | DWS   | Sportclub Enschede | Feijenoord | Fortuna '54 | GVAV  | Heracles | MVV   | NAC   | PSV   | Sittardia | Sparta | Telstar |
| ----- | ----- | ----- | ----- | ----- | ------------------ | ---------- | ----------- | ----- | -------- | ----- | ----- | ----- | --------- | ------ | ------- |
| Thuis | 0 – 1 | 1 – 0 | 3 – 3 | 1 – 2 | 0 – 0              | 0 – 1      | 1 – 3       | 0 – 0 | 2 – 2    | 1 – 0 | 2 – 0 | 0 – 1 | 1 – 1     | 1 – 1  | 0 – 1   |
| Uit   | 0 – 3 | 4 – 1 | 3 – 1 | 1 – 1 | 0 – 0              | 1 – 1      | 2 – 1       | 2 – 2 | 0 – 6    | 1 – 0 | 2 – 0 | 3 – 4 | 0 – 1     | 0 – 0  | 1 – 2   |

### KNVB Beker
| 1e ronde                                         | De Graafschap                                          | 0 – 4 (0 – 2)          | Go Ahead                                                       |
| 4 oktober 1964 Plaats: Doetinchem De Vijverberg  |                                                        |                        | 15', 66' Wietse Veenstra 32' Henk Kanselaar 51' Gerrit Niehaus |
| 2e ronde                                         | Go Ahead                                               | 3 – 1 (3 – 1)          | GVAV                                                           |
| 6 december 1964 Plaats: Deventer Vetkampstraat   | Wietse Veenstra 20', 30', 40'                          |                        | 44' Gerrit van Tilburg                                         |
| 3e ronde                                         | Roda JC                                                | 3 – 0 (1 – 0)          | Go Ahead                                                       |
| 28 februari 1965 Plaats: Deventer Vetkampstraat  | Wietse Veenstra 25' Gerrit Niehaus 53' Pleun Strik 75' |                        |                                                                |
| Kwartfinale                                      | SVV                                                    | 0 – 0 Na strafschoppen | Go Ahead                                                       |
| 16 mei 1965 Plaats: Schiedam Harga               |                                                        |                        |                                                                |
| Halve finale                                     | Go Ahead                                               | 2 – 1 (2 – 1)          | NAC                                                            |
| 23 mei 1965 Plaats: Utrecht Galgenwaard          | Chris Lefering 24' Gerrit Niehaus 44'                  |                        | 42' Jacques Visschers                                          |
| Finale                                           | Feijenoord                                             | 1 – 0 (0 – 0)          | Go Ahead                                                       |
| 29 mei 1965 Plaats: Rotterdam Stadion Feijenoord | Frans Bouwmeester 88'                                  |                        |                                                                |

## Statistieken Go Ahead 1964/1965

### Eindstand Go Ahead in de Nederlandse Eredivisie 1964 / 1965
| Stand | Gespeeld | Gewonnen | Gelijk | Verloren | Punten | Doelpunten voor | Doelpunten tegen |
| ----- | -------- | -------- | ------ | -------- | ------ | --------------- | ---------------- |
| 11e   | 30       | 8        | 11     | 11       | 27     | 36              | 36               |

### Topscorers
| #                 | Naam            | Goal |
| ----------------- | --------------- | ---- |
| 1.                | Henk Kanselaar  | 9    |
| 2.                | Chris Lefering  | 6    |
| 2.                | Gerard Somer    | 6    |
| 4.                | Wietse Veenstra | 4    |
| 5.                | Egbert ter Mors | 3    |
| 6.                | Gerard Bühler   | 2    |
| 6.                | Gerrit Niehaus  | 2    |
| 8.                | Anton Goedhart  | 1    |
| 8.                | Pleun Strik     | 1    |
| 8.                | Nico van Zoghel | 1    |
| Onbekend doelpunt |                 |      |
| –                 | Onbekend        | 1    |
| Totaal            | Totaal          | 36   |

| #      | Naam            | Goal |
| ------ | --------------- | ---- |
| 1.     | Wietse Veenstra | 6    |
| 2.     | Gerrit Niehaus  | 3    |
| 3.     | Henk Kanselaar  | 1    |
| 3.     | Chris Lefering  | 1    |
| 3.     | Pleun Strik     | 1    |
| Totaal | Totaal          | 12   |

## Voetnoten
ADO ·
Ajax ·
DOS ·
DWS ·
Sportclub Enschede ·
Feijenoord ·
Fortuna '54 ·
Go Ahead ·
GVAV ·
Heracles ·
MVV ·
NAC ·
PSV ·
Sittardia ·
Sparta ·
Telstar